# Семыкина, Людмила Николаевна
Людми́ла Никола́евна Семы́кина (укр. Людмила Миколаївна Семикіна; 23 августа 1924, Николаев — 12 января 2021 год) — советская и украинская художница, живописец и мастер декоративного искусства. Заслуженный художник Украины (2009).

## Биография
Родилась 23 августа 1924 года в Николаеве (ныне Украина). Окончила Одесское художественное училище (1947 год), КГХИ (1953), педагог по специальности — А. А. Шовкуненко. Член СХУ с 1958 года. В 1964 году Людмила Семыкина в соавторстве с Аллой Горской, Панасом Заливахой, Галиной Севрук и Галиной Зубченко создала для вестибюля главного корпуса Киевского университета витраж «Тарас Шевченко», посвящённый 150-летию со дня рождения поэта. Витраж был уничтожен администрацией университета. Созванная после этого комиссия Союза художников квалифицировала его как «идейно порочный». В апреле 1964 года Пленум Правления Союза художников УССР на один год исключил Л. Семыкину и А. Горскую из Союза художников, восстановили в членстве их в январе 1966 года. В июне 1968 года она была исключена из СХУ за подписание в марте 1968 года письма 139-ти.

## Произведения
- «Групповой портрет старых большевиков-арсенальцев» (1954).
- «В Одесском порту».
- «Зимний вечер», «Сумерки», «После обхода» (все — 1954).
- «Ветреный день» (1957).
- «Ремонт причала» (1960).
- «Утром» (1961).
- «Легенда о Киеве» (1966).
- Витраж «Тарас Шевченко в Киевском университете» (в соавторстве, уничтожен в мае 1964 года).
- Эскизы костюмов к кинофильму «Захар Беркут» (1970—1971).
- Наряды по национальным традициям: серии «Скифская степь», «Полесская легенда», «Княжий век», «Ретро», «Модерн» (1965—1996).
- Оформление станции метро «Петровка» (1980)

## Изображения
- Станция метро «Петровка», витраж над лестницей на платформу, северный выход
- Станция метро «Петровка», мозаика над лестницей на платформу, южный выход

## Награды и премии
- заслуженный художник Украины (2009)
- Государственная премия Украины имени Тараса Шевченко (1997) — за серию строев «Высокий замок»
- премия имени Василия Стуса (2000).